# Gossypium populifolium
Gossypium populifolium är en malvaväxtart som först beskrevs av George Bentham, och fick sitt nu gällande namn av Ferdinand von Mueller. Gossypium populifolium ingår i släktet bomull, och familjen malvaväxter. Inga underarter finns listade i Catalogue of Life.